# 극장판 엉덩이 탐정: 텐텐마을의 수수께끼
《극장판 엉덩이 탐정: 텐텐마을의 수수께끼》(영어: Butt Detective The Movie : Tentomushi Iseki no Nazo)는 2020년에 개봉한 일본의 미스터리, 코미디, 애니메이션, 가족 영화이다. 시바타 히로키가 감독을 타카하시 나츠코가 각본을 맡았다. 대한민국은 2020년 9월 24일에 개봉되었다.

## 줄거리
엉덩이 댄디의 메시지를 받고 무당벌레 유적의

숨겨진 수수께끼를 풀기 위한 여정에 오른 엉덩이 탐정

그러한 엉덩이 탐정을 이용해 보물을 탈취하려는 괴도유.
엉덩이 탐정이 괴도유를 처치할 수 있을것인가?

## 출연진

### 일본 성우
- 산페이 유코 - 엉덩이 탐정 목소리 역
- 사이토 아야카 - 브라운 목소리 역
- 와타나베 잇케이 - 말티즈 서장 목소리 역
- 사쿠라이 타카히로 - 카이토U 목소리 역
- 코바야시 세이란 - 팡탕 목소리 역
- 야마지 카즈히로 - 엉덩이 댄디 목소리 역
- 이누야마 이누코 - 이타코 목소리 역
- 타케이 료스케 - 이타키치 목소리 역

### 국내 성우
- 김은아 - 엉덩이 탐정 목소리 역
- 소연 - 브라운 목소리 역
- 홍진욱 - 말티즈 서장 목소리 역
- 남도형 - 괴도유 목소리 역